# Томилин, Николай Викторович
Николай Викторович Томилин (24 сентября 1944, Ленинград — 4 августа 2009) — российский ученый-биолог, специалист в области молекулярных механизмов репарации ДНК, факторов стабильности генома, член-корреспондент РАН (2000).

## Биография
Родился 24 сентября 1944 года в г. Ленинграде. В 1968 году окончил Первый Ленинградский медицинский институт и аспирантуру Института цитологии АН СССР. Работал там же в лаборатории радиационной цитологии. В 1983—2009 гг. заведующий лабораторией стабильности хромосом и клеточной инженерии. В 1972 году защитил кандидатскую диссертацию («Узнавание дефектов структуры ДНК УФ-эндонуклеазой»), в 1979 году — докторскую диссертацию («Энзиматические механизмы репарации ДНК и генетическая стабильность клетки») по специальности «биохимия». В 1986 году присвоено звание профессора по специальности «молекулярная биология». В 2000 году избран членом-корреспондентом РАН. Умер 4 августа 2009 года.

## Научные интересы
- молекулярные механизмы поддержания стабильности хромосом,
- репарация ДНК, рекомбинация, изменения хроматина во время репарации ДНК,
- перестройки генома, вызываемые некодирующей ДНК.

## Публикации
Опубликовал более 200 печатных работ, три обзора в международных изданиях (1989, 1999, 2008), одну монографию:
- Томилин Н. В. Генетическая стабильность клетки / Отв. ред. В. Д. Жестяников. — Л. : Наука : Ленингр. отд-ние, 1983. — 156 с.

## Награды и звания
Награждён орденом Дружбы народов (1986).